# Sapad
Sapad è una municipalità di quinta classe delle Filippine, situata nella Provincia di Lanao del Norte, nella Regione del Mindanao Settentrionale.
Sapad è formata da 17 baranggay:
- Baning
- Buriasan (Pob.)
- Dansalan
- Gamal
- Inudaran I
- Inudaran II
- Karkum
- Katipunan
- Mabugnao
- Maito Salug
- Mala Salug
- Mama-anon
- Mapurog
- Pancilan
- Panoloon
- Pili
- Sapad